# تقاسم الرحلات
تقاسم الرحلات هو تقاسم تكاليف رحلات طائرات الطيران العامة غير التجارية بين طيار مرخص وركابهم.

## المواقع
مع ظهور الإنترنت، بدا أن العديد من المواقع الإلكترونية تنسق اجتماع الطيارين الخاصين مع المسافرين الراغبين في رحلات معينة.

## قضايا قانونية

### الولايات المتحدة
تعتبر مشاركة الرحلات قانونية في الولايات المتحدة، وفقًا للوائح الطيران الفيدرالية (FAR) المنصوص عليها في إدارة الطيران الفيدرالية (FAA). ومع ذلك، فإن لوائح الطيران الفيدرالية تشمل بعض المحاذير. وفقًا للمادة 61.113 (c)،  يُمنع الطيار الخاص من تحقيق ربح من مثل هذه الرحلة:
(c) لا يجوز للطيار الخاص دفع أقل من الحصة النسبية من مصروفات التشغيل الخاصة بالطائرة مع الركاب، شريطة أن تشمل النفقات فقط الوقود أو النفط أو نفقات المطار أو رسوم الإيجار.
تنص القواعد أيضًا على أن الطيار والركاب يجب أن يشاركوا «غرضًا مشتركًا» في الرحلة.
في صيف 2014، أغلقت إدارة الطيران الفيدرالية (FAA) منصتين لتبادل الرحلات، هما فلايت ناو وآير بولر. طعن فلايت ناو أمام محكمة اتحادية.  في 18 ديسمبر 2015، رفضت محكمة الاستئناف الأمريكية في مقاطعة كولومبيا «طلب فلايت ناو لإلغاء الحظر الذي فرضته إدارة الطيران الفيدرالية على Flytenow ومواقع الويب الأخرى الخاصة بمشاركة الطيران». قضت المحكمة بأن خدمات مشاركة الرحلات الجوية هذه كانت «شركات نقل مشتركة»، ويرجع ذلك جزئيًا إلى حقيقة أن هذه الخدمات تم تقديمها لعامة الناس.

### الاتحاد الأوربي
في الاتحاد الأوروبي، يُسمح بمشاركة الطيران للطائرات الخفيفة بموجب المادة 6 § 4 مكرر a) من القانون رقم 965/2012 الصادر في 5 أكتوبر 2012. تم إنشاء العديد من الشركات الناشئة لمشاركة الرحلات في أوروبا، وخاصة في فرنسا، بما في ذلك وينجلي.